# فرانكلين ديلانو وليامز
فرانكلين ديلانو وليامز (بالإنجليزية: Franklin Delano Williams)‏ هو مغني أمريكي، ولد في 27 يونيو 1947 في Smithdale, Mississippi ‏ في الولايات المتحدة، وتوفي في 22 مارس 1993.

## روابط خارجية
- فرانكلين ديلانو وليامز على موقع ميوزك برينز (الإنجليزية)
- فرانكلين ديلانو وليامز على موقع أول ميوزيك (الإنجليزية)
- فرانكلين ديلانو وليامز على موقع ديسكوغز (الإنجليزية)